# Procédure d'adhésion de la Croatie à l'Union européenne
Pour un article plus général, voir Relations entre la Croatie et l'Union européenne de 1991 à 2013.
La Croatie présente sa demande d’adhésion à l'Union européenne en 2003. Le statut de candidat lui est accordé par le Conseil européen au cours de l'année 2004 et les négociations sont ouvertes en octobre 2005. Le traité d'adhésion de la Croatie à l'Union européenne est signé à Bruxelles le 9 décembre 2011 et prend effet le 1er juillet 2013,, après le référendum de 2012, où le « oui » l'a emporté avec plus de 66 % des voix.
Après la Slovénie, la Croatie est l'un des États dont la situation a le plus favorablement évolué après la dissolution de l'ex-Yougoslavie et est ainsi devenue la deuxième ancienne république yougoslave à devenir membre. Elle a une économie de marché stable et est devant certains États membres plus anciens de l'UE (tels que la Bulgarie et la Roumanie) en ce qui concerne les performances économiques.
L'offre d'adhésion de la Croatie a été rendue possible grâce au renforcement des institutions du pays, aux réformes électorales, à l'augmentation des fonds de la Cour constitutionnelle et du Défenseur des droits, mais aussi grâce à l'amélioration du statut des minorités et du retour et de l'intégration des réfugiés, ce qui facilita l'arrêt de la mission en Croatie de l'Organisation pour la sécurité et la coopération en Europe fin 2007.

## Historique

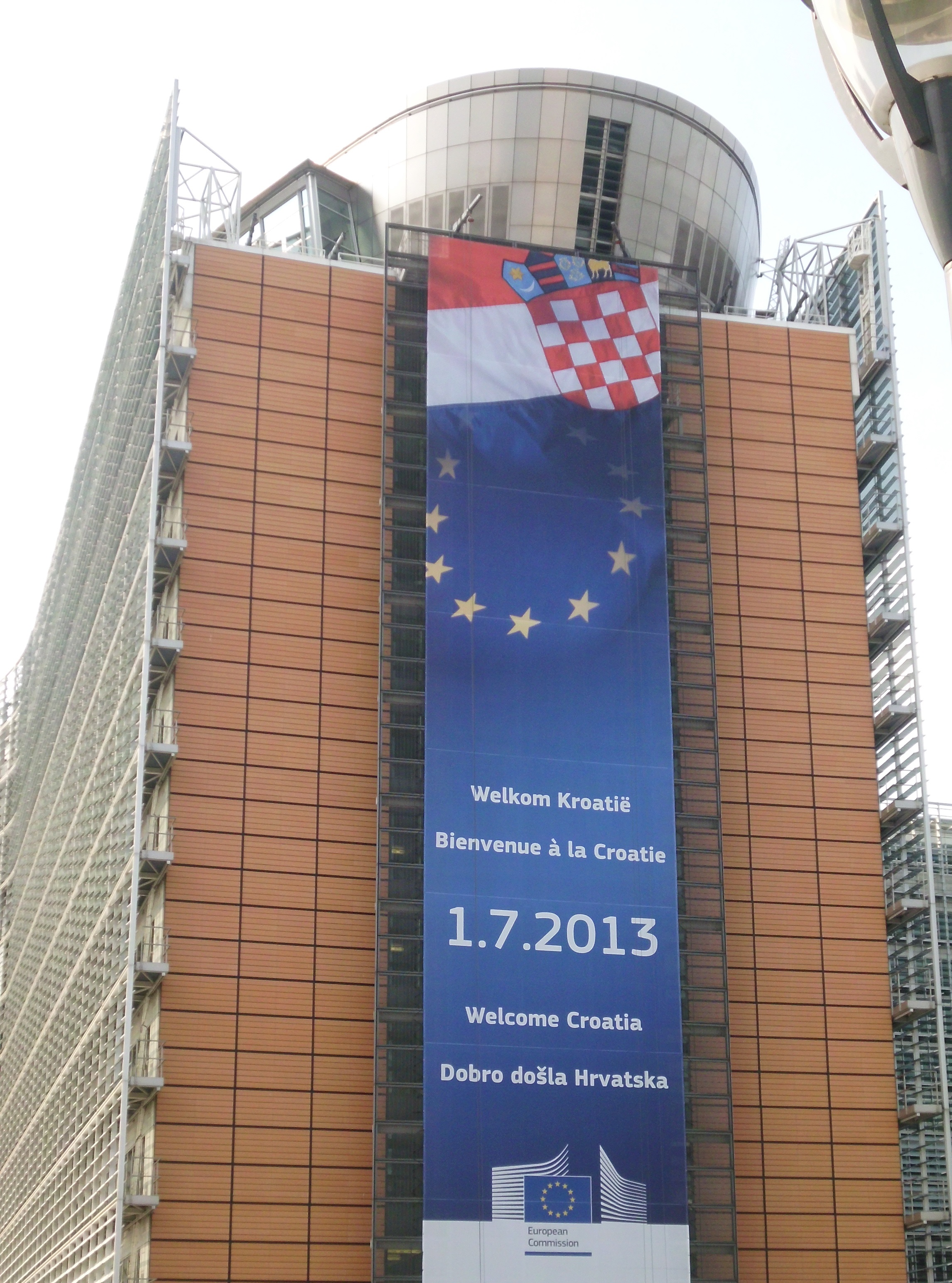
Affiche célébrant l'entrée de la Croatie dans l'Union européenne sur la façade de la Commission européenne.

### Dépôt de candidature
Le rapprochement de la Croatie avec l'Union européenne commence au lendemain de la défaite de l'Union démocratique croate (HDZ) lors des élections législatives de 2000. La candidature croate est déposée par le gouvernement Ivica Račan en février 2003.

### Début des négociations
Le 20 avril 2004 — du fait de la situation générale de la Croatie et des avancées du nouveau gouvernement d'Ivo Sanader sur les dossiers litigieux — la Commission publie un avis favorable en reconnaissant le statut de candidat à la Croatie et en recommandant l'ouverture des négociations.
Ces recommandations ont été suivies par le Conseil européen des 17 et 18 juin 2004 qui a fixé l'ouverture des négociations à début 2005, après le screening qui devait être effectué par la Commission avant la fin de son mandat, le 31 octobre.

### Traité d'adhésion et entrée dans l'Union
Lors du Conseil européen du 9 décembre 2011, les vingt-sept chefs d’État et de gouvernement de l'Union, le président de la Croatie Ivo Josipović et la Première ministre croate sortante Jadranka Kosor signent le traité d'adhésion de la Croatie. Pour prendre effet, il doit être ratifié par les citoyens croates lors d'un référendum (conformément à l'article 142 de la Constitution de la Croatie). Le dimanche 22 janvier 2012, les Croates se prononcent à 66,27 % en faveur de l'adhésion. Le taux de participation était de 43,51 %.
En plus de ce référendum, le processus de ratification par les parlements des vingt-sept membres a dû se terminer avant la fin du mois de juin 2013.

### Chronologie
| Date              | Évènement |
| ----------------- | --- |
| 29 octobre 2001   | La Croatie signe l'accord de stabilisation et d'association (ASA). |
| 21 février 2003   | Dépôt officiel de la candidature. |
| 9 octobre 2003    | La Croatie soumet ses réponses au questionnaire de la Commission. |
| 20 avril 2004     | La Commission européenne répond au questionnaire avec un avis positif. |
| 18 juin 2004      | La Croatie reçoit officiellement le statut de Candidat. |
| 20 décembre 2004  | Le Conseil européen marque la date de début des négociations au 17 mars 2005. |
| 1er février 2005  | L'ASA entre en application. |
| 16 mars 2005      | Les négociations sont repoussées. |
| 3 octobre 2005    | Début des négociations. |
| 20 octobre 2005   | Début du processus d'examen. |
| 12 juin 2006      | Ouverture et fermeture du chapitre « science & recherche » de l'acquis communautaire. |
| 28 juin 2006      | Ouverture des chapitres « droit de la concurrence » et « union douanière ». |
| 20 juillet 2006   | Ouverture du chapitre sur la « politique sociale et emploi ». |
| 11 décembre 2006  | Ouverture et fermeture du chapitre « éducation & culture ». |
| 21 décembre 2006  | Ouverture des chapitres « politique économique et monétaire » ; « politique industrielle & entrepreneuriale » et « union douanière ». |
| 29 mars 2007      | Ouverture du chapitre « loi sur la propriété intellectuelle ». |
| 26 juin 2007      | Ouverture des chapitres : « droit d’établissement et libre prestation de services » ; « droit des sociétés » ; « services financiers » ; « société de l'information & médias » ; « statistiques » et « contrôle financier ». |
| 26 juillet 2007   | Ouverture du chapitre « société de l'information & médias ». |
| 12 octobre 2007   | Ouverture des chapitres « les consommateurs et protection de la santé » et « relations extérieures ». |
| 19 décembre 2007  | Ouverture des chapitres « réseaux trans-européens » et « dispositions financières et budgétaires ». |
| 21 avril 2008     | Ouverture des chapitres « énergie » et « transport ». |
| 17 juin 2008      | Ouverture des chapitres « libre circulation des travailleurs » et « politique sociale et emploi ». |
| 25 juillet 2008   | Ouverture du chapitre « libre circulation des marchandises ». Fermeture du chapitre « politique d’entreprise et politique industrielle ». |
| 30 octobre 2008   | Fermeture du chapitre sur les « relations extérieures ». |
| 19 décembre 2008  | Ouverture du chapitre « approvisionnement public ». Fermeture des chapitres : « politique économique et monétaire » ; « société de l’information et médias » et « loi sur la propriété intellectuelle ». |
| 23 avril 2009     | L'UE interrompt les pourparlers avec la Croatie en raison d'un différend frontalier avec la Slovénie au niveau de la baie de Piran. |
| 11 septembre 2009 | La Slovénie accepte une fin immédiate de son blocus à l'adhésion à l'UE de la Croatie et de nouvelles négociations concernant ledit problème frontalier sont entamées entre les deux pays. |
| 2 octobre 2009    | Ouverture des chapitres : « libre circulation des capitaux » ; « agriculture et développement rural » ; « sécurité alimentaire, police vétérinaire & phytosanitaire » ; « fiscalité » ; « politique régionale et coordination des instruments structurels » ; « justice, liberté & sécurité ». Fermeture des chapitres : « libre circulation des travailleurs » ; « droit des sociétés » ; « statistiques » ; « réseaux trans-européens » et « union douanière ». |
| 27 novembre 2009  | Fermeture des chapitres « énergie » ; « services financiers » ; « les consommateurs et protection de la santé ». |
| 21 décembre 2009  | Fermeture des chapitres « droit d’établissement et libre prestation de services » ; « politique sociale et emploi ». |
| 19 février 2010   | Ouverture des chapitres : « pêches » et « environnement ». |
| 19 avril 2010     | Fermeture du chapitre « libre circulation des marchandises ». |
| 30 juin 2010      | Fermeture des chapitres: « fiscalité » et « approvisionnement public ». Ouverture des chapitres : « Droit de la concurrence » ; « droits fondamentaux et judiciaires » et « politique étrangère et de sécurité commune (PESC) ». |
| 27 juillet 2010   | Fermeture des chapitres : « sécurité alimentaire, politique vétérinaire et phytosanitaire » et « contrôle financier ». |
| 5 novembre 2010   | Fermeture des chapitres : « libre circulation des capitaux » ; « transport » et « institutions ». |
| 22 décembre 2010  | Fermeture des chapitres : « justice, liberté & sécurité » ; « environnement » et « Politique étrangère de sécurité commune (PESC) ». |
| 19 avril 2011     | Fermeture des chapitres : « agriculture et développement rural » et « politique régionale et coordination des instruments structurels ». |
| 6 juin 2011       | Fermeture du chapitre « pêches ». |
| 10 juin 2011      | La Commission recommande la clôture des négociations et fixe au 1er juillet 2013 l'adhésion du pays. |
| 24 juin 2011      | Le Conseil appelle à la clôture des négociations d'ici la fin du mois de juin ainsi que la signature du traité d'adhésion d'ici la fin de l'année 2011. |
| 30 juin 2011      | Fermeture des chapitres : « droit de la concurrence » ; « droits fondamentaux et judiciaires » ; « dispositions financières et budgétaires » et « autres ». Fin des négociations d'adhésion. |
| 1er décembre 2011 | Le Parlement européen approuve l'adhésion de la Croatie. |
| 9 décembre 2011   | Signature du traité d'adhésion. |
| 22 janvier 2012   | Organisation du référendum sur l'adhésion. |
| 1er février 2012  | Le Parlement de la Slovaquie ratifie le traité d'adhésion de la Croatie à l'Union européenne |
| 13 février 2012   | L'Assemblée nationale de Hongrie ratifie le traité d'adhésion de la Croatie à l'Union européenne. |
| 17 février 2012   | Le Parlement de Bulgarie ratifie le traité d'adhésion de la Croatie à l'Union européenne. |
| 1er mars 2012     | Le Parlement d'Italie ratifie le traité d'adhésion de la Croatie à l'Union européenne,. |
| 5 mars 2012       | Le Parlement de Malte ratifie le traité d'adhésion de la Croatie à l'Union européenne,. |
| 22 mars 2012      | Le Parlement de Lettonie ratifie le traité d'adhésion de la Croatie à l'Union européenne. |
| 26 avril 2012     | Le Parlement de Lituanie ratifie le traité d'adhésion de la Croatie à l'Union européenne. |
| 3 mai 2012        | Le Parlement de Chypre ratifie le traité d'adhésion de la Croatie à l'Union européenne. |
| 27 juin 2012      | Le Président de la République tchèque ratifie le traité d'adhésion de la Croatie à l'Union européenne. |
| 2 juillet 2012    | Le Président de la Roumanie ratifie le traité d'adhésion de la Croatie à l'Union européenne. |
| 4 juillet 2012    | Le Parlement autrichien ratifie le traité d'adhésion de la Croatie à l'Union européenne à la quasi-unanimité des voix (sur les 159 députés présents, 152 ont voté pour la ratification du traité et 7 députés ont voté contre). |
| 12 septembre 2012 | Le Parlement d'Estonie ratifie le traité d'adhésion de la Croatie à l'Union européenne. |
| 14 septembre 2012 | L'Assemblée nationale de Pologne ratifie le traité d'adhésion de la Croatie à l'Union européenne. |
| 21 septembre 2012 | L'Assemblée de la république du Portugal ratifie le traité d'adhésion de la Croatie à l'Union européenne. |
| 8 octobre 2012    | Le Parlement d'Irlande ratifie le traité d'adhésion de la Croatie à l'Union européenne. |
| 10 octobre 2012   | La Chambre des députés du Luxembourg ratifie le traité d'adhésion de la Croatie à l'Union européenne. |
| 24 octobre 2012   | Le Parlement du royaume d'Espagne ratifie le traité d'adhésion de la Croatie à l'Union européenne. |
| 30 octobre 2012   | Le Parlement de la Grèce ratifie le traité d'adhésion de la Croatie à l'Union européenne. |
| 7 novembre 2012   | Le Parlement de Suède ratifie le traité d'adhésion de la Croatie à l'Union européenne. |
| 18 décembre 2012  | Le Parlement de Finlande ratifie le traité d'adhésion de la Croatie à l'Union européenne. |
| 15 janvier 2013   | Le Sénat français adopte le projet de loi autorisant la ratification du traité d'adhésion de la Croatie à l'Union européenne. |
| 17 janvier 2013   | L'Assemblée nationale française adopte le projet de loi autorisant la ratification du traité d'adhésion de la Croatie à l'Union européenne. |
| 21 janvier 2013   | Le Parlement du Royaume-Uni adopte le projet de loi autorisant la ratification du traité d'adhésion de la Croatie à l'Union européenne. |
| 29 janvier 2013   | Le Parlement des Pays-Bas adopte le projet de loi autorisant la ratification du traité d'adhésion de la Croatie à l'Union européenne. |
| 5 février 2013    | La Chambre des députés des Pays-Bas ratifie le traité d'adhésion de la Croatie à l'Union européenne (118 députés ont voté pour la ratification du traité sur 150). |
| 7 mars 2013       | Les gouvernements croates et slovènes parviennent à un accord concernant la Ljubljanska Banka. Le gouvernement slovène lance immédiatement le processus de ratification de la candidature croate. |
| 2 avril 2013      | L'Assemblée nationale de Slovénie ratifie le traité d'adhésion de la Croatie à l'Union européenne. |
| 11 avril 2013     | Le Parlement de la Communauté française de Belgique ratifie le traité d'adhésion de la Croatie à l'Union européenne. La Belgique complète ainsi sa ratification. |
| 16 avril 2013     | Le Sénat des Pays-Bas ratifie le traité d'adhésion de la Croatie à l'Union européenne. Les Pays-Bas complètent ainsi leur ratification. |
| 2 mai 2013        | Le Parlement du Danemark ratifie le traité d'adhésion de la Croatie à l'Union européenne. |
| 16 mai 2013       | Le Bundestag allemand ratifie le traité d'adhésion de la Croatie à l'Union européenne (583 votes pour, 6 abstentions). |
| 7 juin 2013       | Le Bundesrat allemand ratifie à l'unanimité le traité d'adhésion de la Croatie à l'Union européenne,. Tous les pays ont ratifié le traité d'adhésion. |
| 1er juillet 2013  | Adhésion de la Croatie à l'Union européenne. |

## État des négociations

### Durée des négociations
La volonté de la Croatie était de rejoindre le groupe d'adhésion de la Bulgarie et de la Roumanie. À défaut, elle espérait rejoindre l'Union quelques années plus tard afin d'échapper au scénario d’une adhésion groupée des États des Balkans occidentaux. En effet, ceci l’aurait rendue dépendante du rythme de développement des pays les moins avancés de la région et aurait donc repoussé ses perspectives d'adhésion à un avenir plus lointain.
Le 10 juin 2011, le Président de la Commission José Manuel Barroso a demandé au Conseil de l'Union européenne de clore les négociations afin que la Croatie puisse entrer dans l'Union européenne et devenir ainsi le 28e État membre, ; les chefs d’État et de gouvernements de l'Union européenne ont validé l'avis de la Commission le 24 juin 2011 et ont donc ouvert la voie à l'adhésion de la Croatie le 1er juillet 2013, après ratification du traité d'adhésion et, a priori, résultat du référendum national qui se tiendra dans les trente jours après la signature dudit traité.

### Acquis communautaires
Pour les négociations avec la Croatie, de même qu'avec la Turquie, les acquis ont été portés à 35.
| Chapitre de l'acquis                                                | Évaluation initiale de la Commission    | Début de l'examen analytique | Fin de l'examen analytique | Ouverture du chapitre | Fermeture du chapitre |
| ------------------------------------------------------------------- | --------------------------------------- | ---------------------------- | -------------------------- | --------------------- | --------------------- |
| 1. Libre circulation des marchandises                               | Efforts considérables nécessaires       | 16 janvier 2006              | 24 février 2006            | 25 juillet 2008       | 19 avril 2010         |
| 2. Libre circulation des travailleurs                               | Efforts considérables nécessaires       | 19 juillet 2006              | 11 septembre 2006          | 17 juin 2008          | 2 octobre 2009        |
| 3. Droit d’établissement et libre prestation de services            | Efforts considérables nécessaires       | 21 novembre 2005             | 20 décembre 2005           | 26 juin 2007          | 21 décembre 2009      |
| 4. Libre circulation des capitaux                                   | Efforts plus approfondis nécessaires    | 25 novembre 2005             | 22 décembre 2005           | 2 octobre 2009        | 5 novembre 2010       |
| 5. Approvisionnement public                                         | Efforts considérables nécessaires       | 7 novembre 2005              | 28 novembre 2005           | 19 décembre 2008      | 30 juin 2010          |
| 6. Droit des sociétés                                               | Efforts plus approfondis nécessaires    | 21 juin 2006                 | 20 juillet 2006            | 26 juin 2007          | 2 octobre 2009        |
| 7. Loi sur la propriété intellectuelle                              | Aucune difficulté majeure attendue      | 6 février 2006               | 3 mars 2006                | 29 mars 2007          | 19 décembre 2008      |
| 8. Droit de la concurrence                                          | Efforts considérables nécessaires       | 8 novembre 2005              | 2 décembre 2005            | 30 juin 2010          | 30 juin 2011          |
| 9. Services financiers                                              | Efforts considérables nécessaires       | 29 avril 2006                | 3 mai 2006                 | 26 juin 2007          | 27 novembre 2009      |
| 10. Société de l'information & Media                                | Efforts plus approfondis nécessaires    | 12 juin 2006                 | 14 juillet 2006            | 26 juillet 2007       | 19 décembre 2008      |
| 11. Agriculture et Développement rural                              | Efforts considérables nécessaires       | 5 décembre 2005              | 26 janvier 2006            | 2 octobre 2009        | 19 avril 2011         |
| 12. Sécurité alimentaire, Police Vétérinaire & Phytosanitaire       | Efforts considérables nécessaires       | 9 mars 2006                  | 28 avril 2006              | 2 octobre 2009        | 27 juillet 2010       |
| 13. Pêches                                                          | Efforts plus approfondis nécessaires    | 24 février 2006              | 31 mars 2006               | 19 février 2010       | 6 juin 2011           |
| 14. Transport                                                       | Efforts plus approfondis nécessaires    | 26 juin 2006                 | 28 septembre 2006          | 21 avril 2008         | 5 novembre 2010       |
| 15. Energie                                                         | Efforts plus approfondis nécessaires    | 15 mai 2006                  | 16 juin 2006               | 21 avril 2008         | 27 novembre 2009      |
| 16. Fiscalité                                                       | Efforts considérables nécessaires       | 6 juin 2006                  | 12 juillet 2006            | 2 octobre 2009        | 30 juin 2010          |
| 17. Politique économique et monétaire                               | Aucune difficulté majeure attendue      | 16 février 2006              | 23 mars 2006               | 21 décembre 2006      | 19 décembre 2008      |
| 18. Statistiques                                                    | Aucune difficulté majeure attendue      | 19 juin 2006                 | 18 juillet 2006            | 26 juin 2007          | 2 octobre 2009        |
| 19. Politique sociale et emploi                                     | Efforts considérables nécessaires       | 8 février 2006               | 22 mars 2006               | 17 juin 2008          | 21 décembre 2009      |
| 20. Politique industrielle & Entrepreneuriale                       | Aucune difficulté majeure attendue      | 27 mars 2006                 | 5 mai 2006                 | 21 décembre 2006      | 25 juillet 2008       |
| 21. Réseaux Trans-Européens                                         | Aucune difficulté majeure attendue      | 30 juillet 2006              | 29 septembre 2006          | 19 décembre 2007      | 2 octobre 2009        |
| 22. Politique régionale et coordination des instruments structurels | Efforts considérables nécessaires       | 11 septembre 2006            | 10 octobre 2006            | 2 octobre 2009        | 19 avril 2011         |
| 23. Droits fondamentaux et judiciaires                              | Efforts considérables nécessaires       | 6 septembre 2006             | 13 octobre 2006            | 30 juin 2010          | 30 juin 2011          |
| 24. Justice, liberté & sécurité                                     | Efforts considérables nécessaires       | 23 janvier 2006              | 15 février 2006            | 2 octobre 2009        | 22 décembre 2010      |
| 25. Science & Recherche                                             | Aucune difficulté majeure attendue      | 20 octobre 2005              | 14 novembre 2005           | 12 juin 2006          | 12 juin 2006          |
| 26. Éducation & Culture                                             | Aucune difficulté majeure attendue      | 26 octobre 2005              | 16 novembre 2005           | 11 décembre 2006      | 11 décembre 2006      |
| 27. Environnement                                                   | Totalement incompatible avec les acquis | 3 avril 2006                 | 2 juin 2006                | 19 février 2010       | 22 décembre 2010      |
| 28. Les consommateurs et protection de la santé                     | Efforts plus approfondis nécessaires    | 8 juin 2006                  | 11 juillet 2006            | 12 octobre 2007       | 27 novembre 2009      |
| 29. Union douanière                                                 | Efforts plus approfondis nécessaires    | 31 janvier 2006              | 14 mars 2006               | 21 décembre 2006      | 2 octobre 2009        |
| 30. Relations extérieures                                           | Aucune difficulté majeure attendue      | 10 juillet 2006              | 13 septembre 2006          | 12 octobre 2007       | 30 octobre 2008       |
| 31. Politique étrangère et de sécurité commune (PESC)               | Aucune difficulté majeure attendue      | 14 septembre 2006            | 6 octobre 2006             | 30 juin 2010          | 22 décembre 2010      |
| 32. Contrôle financier                                              | Efforts plus approfondis nécessaires    | 18 mai 2006                  | 30 juin 2006               | 26 juin 2007          | 27 juillet 2010       |
| 33. Dispositions financières et budgétaires                         | Aucune difficulté majeure attendue      | 6 septembre 2006             | 4 octobre 2006             | 19 décembre 2007      | 30 juin 2011          |
| 34. Institutions                                                    | Rien à adopter                          | -                            | -                          | -                     | 5 novembre 2010       |
| 35. Autres                                                          | Rien à adopter                          | -                            | -                          | -                     | 30 juin 2011          |
| Progrès                                                             |                                         | 33 sur 33                    | 33 sur 33                  | 33 sur 33             | 35 sur 35             |

## Questions liées à l'adhésion croate

### Coopération avec le TPY

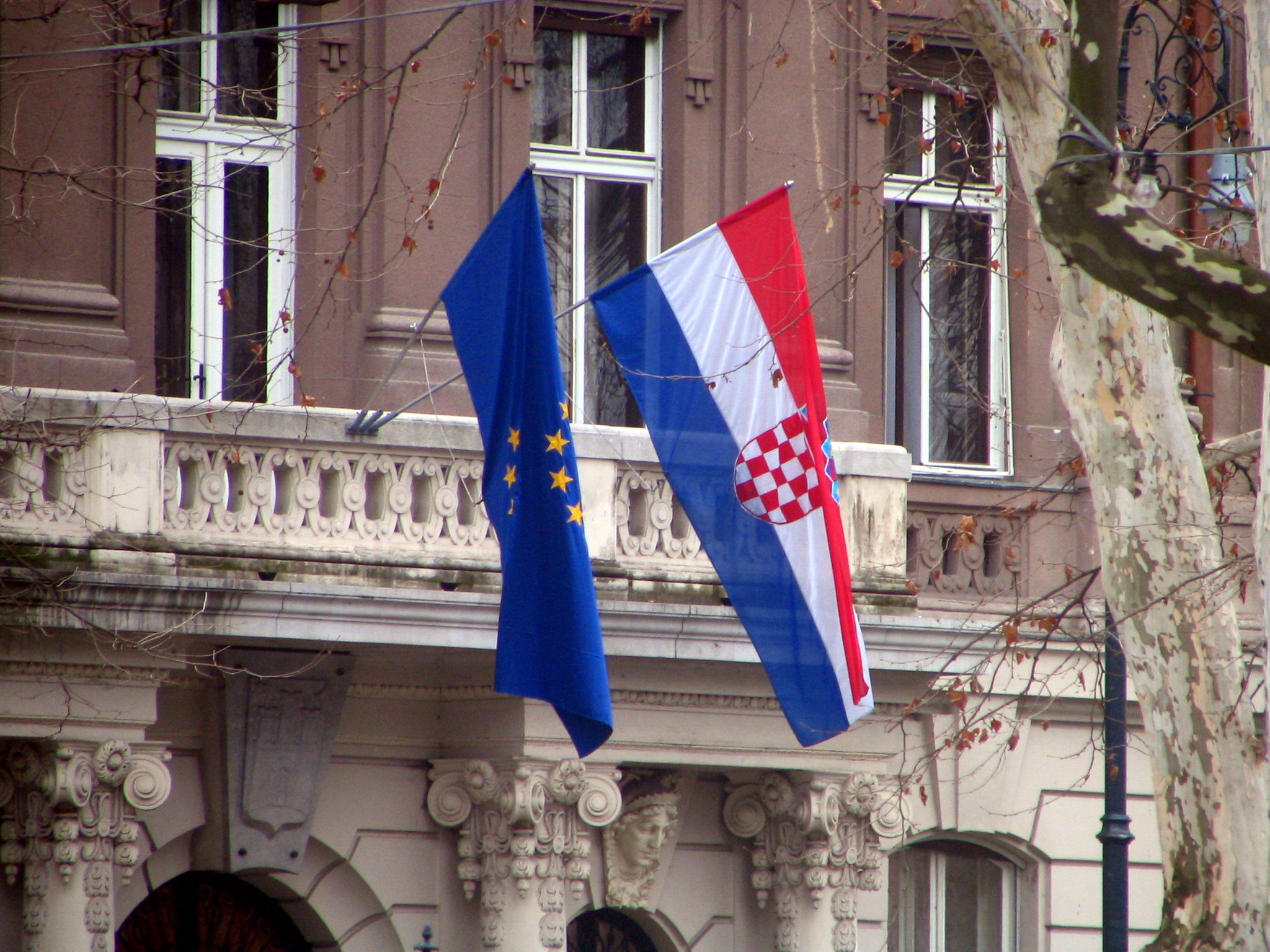
Le drapeau de la Croatie et le drapeau européen, sur un immeuble du ministère des Affaires étrangères et de l'Intégration européenne, à Zagreb.

La Croatie a dû extrader plusieurs de ses citoyens au Tribunal pénal international pour l'ex-Yougoslavie (TPY), un sujet controversé en politique intérieure.
Les relations de la Croatie avec la Cour ont longtemps constitué pour les officiels européens un point requérant une amélioration plus approfondie. La ratification de l'accord de stabilisation et d'association avec la Croatie avait été suspendue pour cette raison.
Le Conseil européen, après le sommet du 20 décembre 2004, choisit le 17 mars suivant comme date de début des négociations d'entrée, à condition que la Croatie continue de coopérer pleinement avec le TPY. Le 16 mars 2005 — le jour précédent le début des discussions — l'UE repoussa le commencement des négociations, car le TPY a estimé les efforts croates pour capturer le général fugitif Ante Gotovina (accusé par le TPY de crimes de guerre et de crimes contre l'humanité) ni opportuns ni suffisants.
Le 7 décembre 2005, la police espagnole arrêta Ante Gotovina avec l'aide des gouvernements espagnol et croate sur l'île espagnole de Tenerife, aux Îles Canaries. Il fut transporté à La Haye afin d'être jugé pour des crimes de guerre. Avec l'arrestation d'Ante Gotovina ce problème semble être maintenant résolu, et les négociations d'entrée ont recommencé, après la certification du Procureur en Chef du TPY, Carla Del Ponte, que la Croatie coopère dorénavant pleinement avec le TPY.

### Désaccords frontaliers
La Croatie doit également faire face aux problèmes de frontière de longue date avec la Slovénie — une série de conflits frontaliers pourrait encore menacer le soutien de la Slovénie à l'intégration de la Croatie, mais les bonnes relations commerciales ont jusqu'ici exclu ce cas.
Le litige frontalier de la baie de Piran au sud du golfe de Trieste (mer Adriatique) a été définitivement résolu en 2010 après la ratification de l'accord international par référendum (51,5 % de oui) le 5 juin 2010 en Slovénie. Ce vote, qui intervient après le vote du Sabor, le parlement croate, lève un obstacle important à une adhésion rapide de la Croatie à l'Union européenne, que ce pays peut achever en 2013.

### Propriété
La libre acquisition de biens immobiliers par les étrangers est une question sensible en Croatie. Ce problème concerne particulièrement les Italiens, spécialement en Istrie. Bien que la région ait de forts liens culturels et historiques avec l'Italie, les événements de la Seconde Guerre mondiale, quand l'Istrie a changé de mains et est passée du royaume d'Italie à la République fédérative socialiste de Yougoslavie, sont plus pertinents dans les questions actuelles. Plusieurs politiciens italiens ont exprimé leur mécontentement concernant les actuelles difficultés des Italiens à acheter des terres en Croatie, considérant cela comme un traitement discriminatoire, et demandant que ce problème soit résolu dès que possible.
La Croatie nie cette discrimination, indiquant que la législation croate accorde, à ce propos, les mêmes traitements à tous les citoyens de l'UE. Au cours de l'année 2006 la Croatie et l'Italie se sont mises d'accord, et dorénavant un citoyen italien peut acquérir un terrain en Croatie, et réciproquement pour les citoyens croates en Italie. Le même genre de mesure, toujours concernant ce problème, a été pris par plusieurs nouveaux membres de l'Union avant leur propre adhésion à l'Union européenne. Parmi ceux-ci se trouvent la Slovénie, la Slovaquie, la Pologne, ainsi que Malte.

## Sondages d'opinion

### En Croatie
| Date de réalisation | Date de publication | Institut de sondage | Échantillon    | Question                                                 | Oui  | Non  | Incertain |
| ------------------- | ------------------- | ------------------- | -------------- | -------------------------------------------------------- | ---- | ---- | --------- |
| 3 et 4 janvier 2012 | 7 janvier 2012      | Promocija Plus      | 1300 personnes | Êtes-vous en faveur l'adhésion de la Croatie à l'Union ? | 58 % | 23 % | 19 %      |
| 3 et 4 janvier 2012 | 7 janvier 2012      | Promocija Plus      | 1300 personnes | Allez-vous participer au référendum ?                    | 60 % | 29 % | 11 %      |

## Célébrations

### En Croatie
À la veille des cérémonies célébrant l'adhésion du pays, le Premier ministre Zoran Milanović a déclaré : « Le 1er juillet ouvre une toute nouvelle perspective, un nouveau monde pour nous ».
La partie solennelle des cérémonies a débuté à 23 h, heure locale, et a duré une heure et demie, lors de laquelle plusieurs personnalités du patrimoine culturel de la Croatie étaient présentes.
Le 1er juillet 2013, à minuit heure locale (30 juin à 22 h GMT), moment exact de l'entrée en vigueur du traité d'adhésion, le panneau de signalisation « douane » a été symboliquement enlevé de la frontière avec la Slovénie, seul pays de l'ex-Yougoslavie qui était jusqu'alors membre de l'UE. Au même moment, un panneau portant la mention « EU » (« Union européenne ») a été planté à la frontière avec la Serbie, pays qui s'est vu accorder l'ouverture des négociations en faveur de son adhésion le vendredi précédent, 28 juin 2013. Peu avant minuit, l'hymne européen, l'Ode à la joie de Beethoven, a pu être entendu, après quoi plusieurs personnalités politiques ont prononcé des discours au cours de cérémonies sur la place centrale de la capitale nationale Zagreb, en présence de l'ensemble des présidents des pays des Balkans : le président du Conseil européen et président du sommet de la zone euro, Herman Van Rompuy ; le président de la Commission européenne, José Manuel Barroso, lequel a souhaité en croate la « bienvenue » au nouveau pays ; et le président croate Ivo Josipović, lequel a prononcé deux discours lors desquels il a rappelé les temps forts de l'histoire du pays et pour lequel « les cérémonies de célébration vont être belles et pleines d'émotions mais bien sûr elles vont être modestes en raison de la situation économique [difficile] »,. Des milliers de Croates étaient présents sur la place centrale à une fête animée par sept cents artistes, chanteurs, chanteurs d'opéra, musiciens et danseurs et groupes musicaux du pays. Une tribune enveloppée de bleu, la couleur de l'UE, a été édifiée place Ban-Jelačić, au cœur de la capitale croate, pour accueillir les invités de marque.

### Au Parlement européen

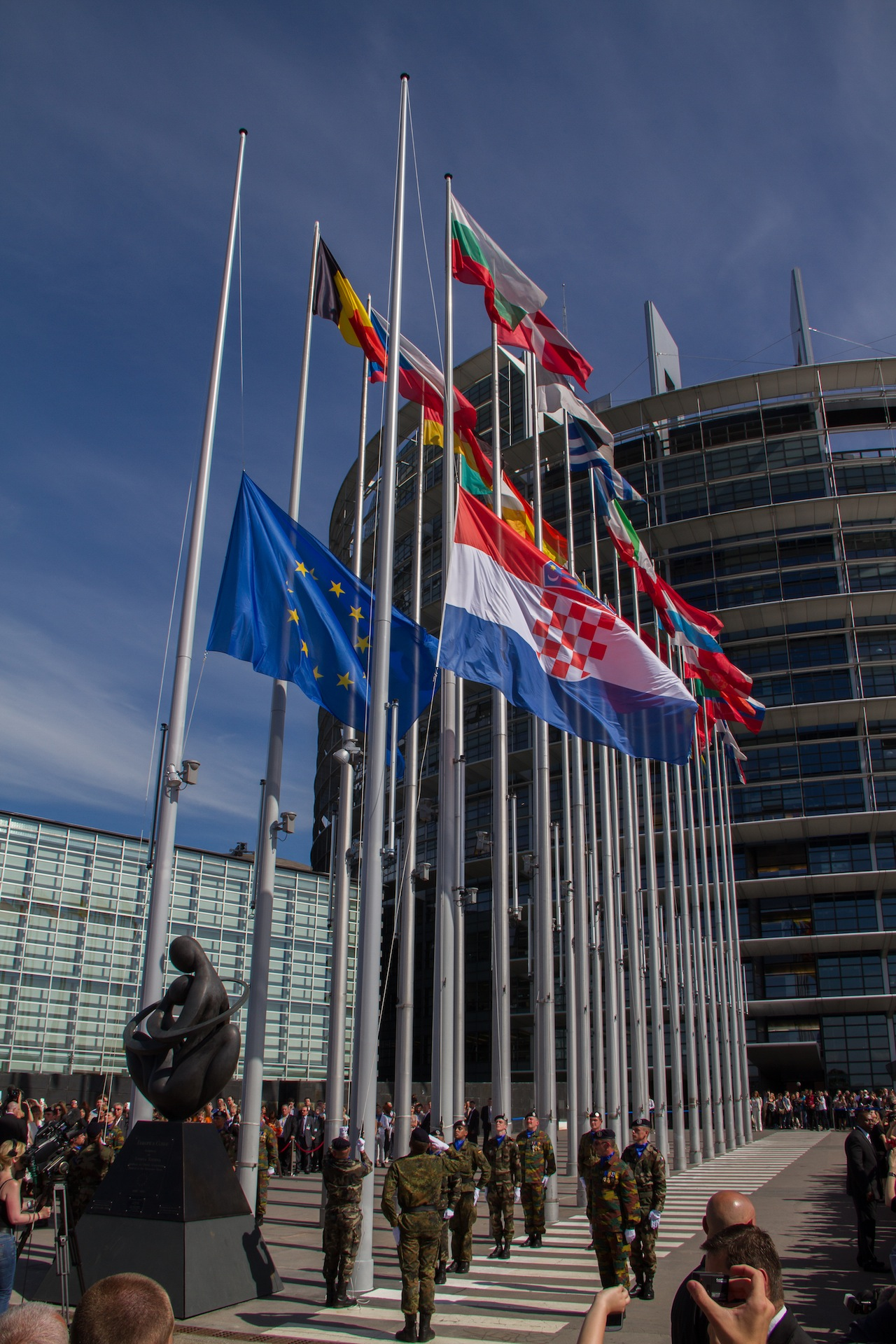
Cérémonie des couleurs au Parlement à l’occasion de l’adhésion de la Croatie.

Le lundi 1er juillet 2013 ont lieu au Parlement européen à Strasbourg des cérémonies célébrant l'adhésion de la Croatie à l'Union européenne.

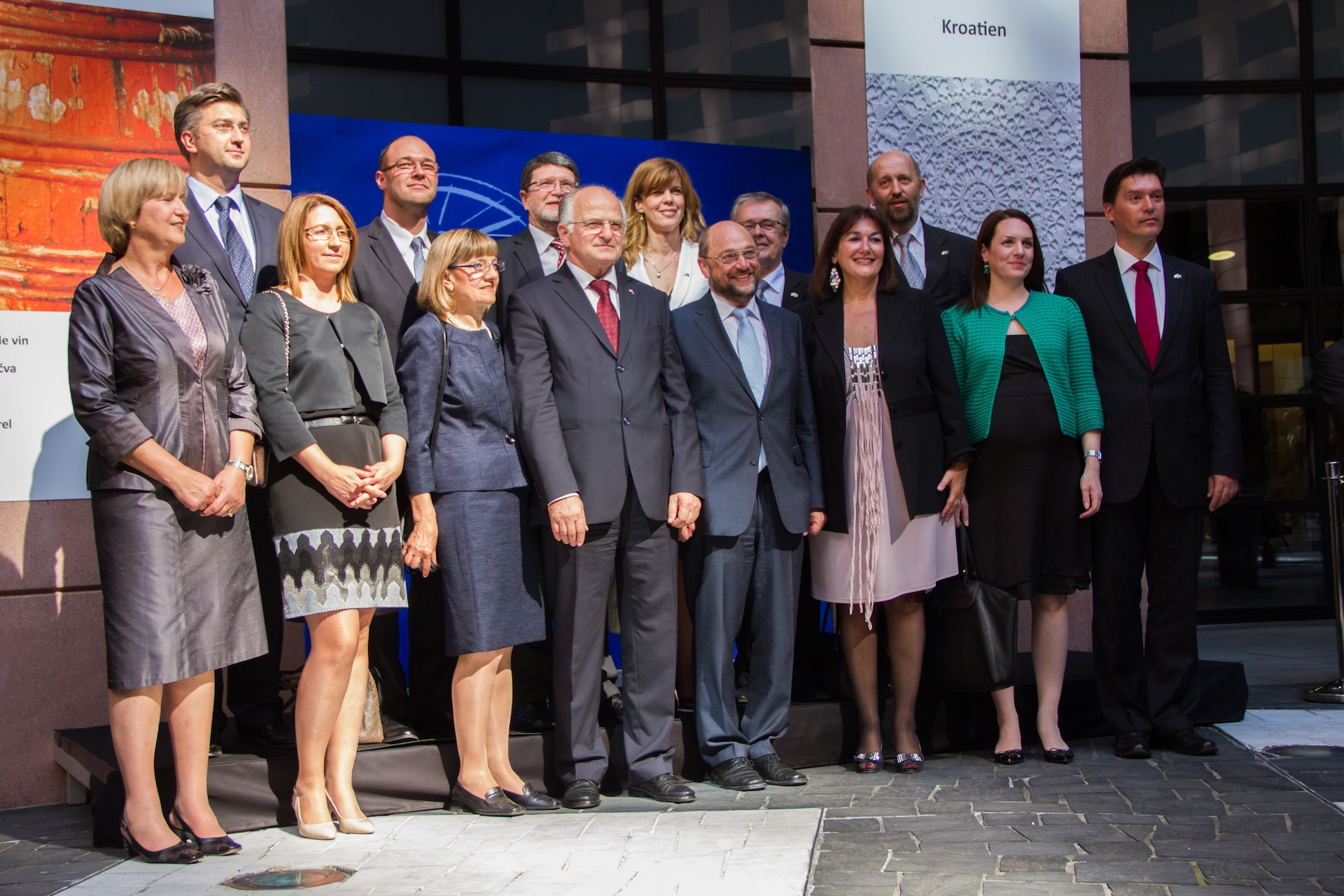
Josip Leko, président du Parlement croate, Martin Schulz, président du Parlement européen, et les députés européens de Croatie.

## Conséquences
Après sept années de réformes, la Croatie, en récession depuis 2009 et où le chômage atteint 21 % (300 000 chômeurs), espère que cette adhésion relancera son économie. Le gouvernement de centre gauche espère que « cette adhésion à l'UE encouragera les investissements étrangers ». En effet, le PIB croate est inférieur de 39 % à la moyenne européenne, valeur en dessous de laquelle ne se trouvent, selon l'office des statistiques de l'UE, que les deux précédents adhérents, la Roumanie et la Bulgarie.
Parmi la population, les avis sont mitigés, certains estimant que l'Union européenne ne fera pas de miracle pour résoudre les problèmes auxquels est confronté le pays alors que d'autres accueillent cette entrée avec beaucoup d'enthousiasme.
Pour faciliter cette adhésion, la Croatie reçoit 3,5 milliards d'euros de la part de l'Union européenne, une somme relativement faible par rapport à la taille du pays et surtout bien moindre que celle qu'avaient reçue les précédents entrants. De plus, cette adhésion rend caducs les traités commerciaux régionaux entre le pays et ses voisins des Balkans (en particulier la Serbie, la Bosnie-Herzégovine, le Monténégro et le Kosovo) vers lesquels elle effectuait la plupart de ses exportations. Ces exportations traversant désormais la frontière de l'Union européenne, des droits de douane leur seront appliqués, ce qui les rendra moins compétitives et fait donc craindre à très court terme une diminution de 20 % des exportations dans cette région.
Cette adhésion a lieu d'ailleurs au moment où la Serbie s'est vu accorder le feu vert pour l'ouverture des négociations d'adhésion et le Kosovo le sien pour la conclusion d'un accord de stabilisation et d'association, première étape en vue de son adhésion à l'UE ; il est donc plus que jamais prévu que la poursuite du processus d'élargissement dans les Balkans ait lieu. Cependant les analystes de Bruxelles indiquent que le processus risque de prendre plus de temps et qu'il sera accompagné de plus de prudence que les précédents.